# Nikolaj Nilovič Burdenko
Nikolaj Nilovič Burdenko (rusko Никола́й Ни́лович Бурде́нко), ruski kirurg in general, * 1876, † 1946.
Bil je ustanovitelj ruske nevrokirurgije, glavni kirurg Rdeče armade (1937–46), akademik Akademije znanosti ZSSR (1939–46), predsednik Akademije medicinskih znanosti ZSSR (1944–46), heroj socialističnega dela (1943), generalpolkovnik medicine, Stalinov nagrajenec,...

## Življenje
Leta 1891 je vstopil v teološko semenišče, kjer je leta 1897 diplomiral in odšel v Tomskovo državno univerzo; zaradi sodelovanja v študentskem revolucionarnem gibanju je bil izključen. Leta 1906 je diplomiral na Univerzi v Tartu in tam čez štiri leta postal profesor. 
Med prvo svetovno vojno je sodeloval v bojih ter organiziral bolnišnice ter medicinske evakuacijske točke.
Leta 1918 je postal profesor na Univerzi v Voronežu in leta 1923 je postal vodja medicinskega oddelka Moskovske državne univerze. Slednji je bil leta 1930 preoblikoval v 1. moskovski medicinski inštitut; na njem je kot vodja kirurgije ostal do konca življenja.
Prav tako je bil od leta 1929 direktor nevrokirurške klinike na radiološkem inštitutu Ljudskega komisariata za javno zdravje; leta 1934 je bil slednji preoblikoval v prvi na svetu nevrološki inštitut. Med drugo svetovno vojno, leta 1944, je Burdenko bil imenovan za predsednika Posebne državne komisije za Katinski pokol. Slednja je krivdo za poboj pripisala Nemcev, kljub temu da so v resnici Poljake pobili Sovjeti. 
Kot eden prvih je v klinični prakso uvedel kirurgijo osrednjega in perifernega živčnega sistema. Ukvarjal se je z raziskavami šoka. Iznašel je bulbotomijo (operacijo v zgornjem delu hrbtenjače). 
Pokopan je na moskovskem pokopališču Novodeviči.

## Odlikovanja in nagrade
- red Lenina (3x)
- častni član Mednarodne družbe kirurgov
- častni član Kraljeve družbe
- častni znanstveni delavec Sovjetske zveze (1933)

Po njem so poimenovali: Centralni nevrokirurški inštitut, Centralno vojaško bolnišnico, fakulteto kirurške klinike medicinske akademije v Sečevu, lokalno klinično bolnišnico v Penzi, cesto v Moskvi in Voronežu, asteroid 6754 Burdenko,...